# Onze-Lieve-Vrouwekapel (Broechem)
De Onze-Lieve-Vrouwekapel is een historische kapel in de tot de Antwerpse gemeente Ranst behorende plaats Broechem, gelegen aan de Kapelstraat 27A.

## Geschiedenis
Hier was al vanouds een bedevaartoord. Naar verluidt zou Onze-Lieve-Vrouw zélf aanwijzingen hebben gegeven aangaande plaats en afmetingen van de kapel. De kapel werd in 1584, tijdens de godsdiensttwisten, in brand gestoken. In 1648 werd de kapel herbouwd in opdracht van Philippe le Roy, heer van Broechem. De kapel geraakte bouwvallig en in 1758 werd een nieuwe kapel gebouwd.

## Gebouw
Het betreft een naar het noordwesten georiënteerde kapel op rechthoekige plattegrond met vijfzijdige koorsluiting. De voorgevel wordt bekroond door een driehoekig fronton en een gedenksteen met het chronogram: Door kerCk en heer kInDeren hIer Is Dees CapeL geboUt/ onder uwen bijstand nemen wij onsen toevlught H. Moeder Godts dat 1758 oplevert.
In het gebouw bevindt zich een altaar in Lodewijk XVI-stijl. Het aangeklede Mariabeeld is van 1758.